# Броксберн
Бро́ксберн (англ. Broxburn) — місто в центрі Шотландії, в області Західний Лотіан.
Населення міста становить 14 140 осіб (2006).